# Hans Fruhstorfer
Hans Fruhstorfer (Passavia, 7 marzo 1866 – Monaco di Baviera, 9 aprile 1922) è stato un entomologo ed esploratore tedesco.

## Biografia
Hans Fruhstorfer era un uomo dotato d'ingegno e di un'energia instancabile. Il suo sconfinato entusiasmo entomologico venne dedicato quasi interamente ai Lepidotteri. Agli inizi dello scorso secolo produsse un enorme numero di scritti riguardanti le farfalle, soprattutto Macrolepidotteri esotici, basandosi principalmente su quanto raccolto durante i suoi numerosi viaggi all'estero.
Sebbene il suo nome sia rimasto legato alle farfalle che ha descritto, i suoi lavori contengono anche molte inesattezze; questo perché egli lavorava troppo febbrilmente, e non aveva il tempo di controllare molti dettagli degli esemplari campionati. Infatti, tra i nomi che diede a parecchie sottospecie e razze, molti vanno senza dubbio scartati.
Può essere considerato a buon titolo un self-made man, ed il successo commerciale che conseguì come collezionista e commerciante di insetti, gli permise di ritirarsi anticipatamente dall'attività lavorativa, pur assicurandogli l'indipendenza economica fino alla fine dei suoi giorni.
Morì di cancro a Monaco di Baviera, a soli cinquantacinque anni, dopo un tentativo fallito di operazione chirurgica.
La maggior parte della sua collezione viene conservata al Natural History Museum di Londra. Una parte dei tipi di Nymphalidae si trova nelle collezioni del Muséum National d'Histoire Naturelle di Parigi. Il resto è sparso in un certo numero di musei e collezioni private.

## Opere
- Verzeichnis der von Mir in Tonkin, Annam und Siam gesammelten Nymphaliden und Besprechung verwandter Formen. Wien. ent. Ztg 25:307-362, pls.1,2. (1906)
- Family Pieridae in Seitz' "Macrolepidoptera of the world" 9:119-190, pls. Alfred Kernen, Stuttgart. (1910)
- Family Lycaenidae in Seitz' "Macrolepidoptera of the world" 9:803-901, pls. (part)Alfred Kernen, Stuttgart.(1915-1924)
- Die Orthopteren der Schweiz und der Nachbarländer auf geographischer wie ökologischer Grundlage mit Berücksichtigung der fossilen Arten, Archiv für Naturgeschichte, 87 (4-6): 1-262. (1921)